# Пабло Пинеда
Пабло Пинеда (шп. Pablo Pineda; Малага, 5. август 1974) је шпански глумац који је освојио награду Concha de Plata на фестивалу у Сан Себастиану за његову улогу у филму Yo, también  У филму игра улогу дипломца са Дауновим синдромом, који је веома сличан његовом животу.
Пинеда живи у Малаги и радио је у општини. Има диплому учитеља и универзитетску диплому едукационе психилогије. Постао је први студент са Дауновим синдромом у Европи који је дипломирао. У будућности жели да буде учитељ.
По повратку у Малагу, градоначелник града му је уручио Штит града. У то време је промовисао свој филм и држао предавања на тему едукације и инвалидности.
Тренутно ради са Adecco фондацијом у Шпанији. Држи презентације на конференцијама о плану интегрисања и запошљавања особа са инвалидитетом, у чему му помаже фондација. У Колумбији је 2011. одржао предавање, демонстрирајући укљученост особа са инвалидитетом у друштвени живот. Пинеда сарађује са Lo que de verdad importa  фондацијом.